# Natronolimnobius
A Natronolimnobius a Halobacteriaceae családba tartozó Archaea nem. Az archeák – ősbaktériumok – egysejtű, sejtmag nélküli prokarióta szervezetek.

### Tudományos folyóiratok
- Itoh T (2005). „Natronolimnobius baerhuensis gen. nov., sp. nov. and Natronolimnobius innermongolicus sp. nov., novel haloalkaliphilic archaea isolated from soda lakes in Inner Mongolia, China”. Extremophiles 9 (2), 111–116. o. DOI:10.1007/s00792-004-0426-z. PMID 15841343.
- Oren A (2000). „International Committee on Systematic Bacteriology Subcommittee on the taxonomy of Halobacteriaceae. Minutes of the meetings, 16 August 1999, Sydney, Australia”. Int. J. Syst. Evol. Microbiol. 50, 1405–1407. o. PMID 10843089.

### Tudományos könyvek
- Gibbons, NE.szerk.: RE Buchanan and NE Gibbons, eds.: Family V. Halobacteriaceae fam. nov., Bergey's Manual of Determinative Bacteriology, 8th, Baltimore: The Williams & Wilkins Co. (1974. március 20.)

### Tudományos adatbázisok
- Natronolimnobius PubMed hivatkozásai
- Natronolimnobius PubMed Central hivatkozásai
- Natronolimnobius Google Scholar hivatkozásai